# Winifred Christie
Pour les articles homonymes, voir Christie.
Winifred Christie est une pianiste britannique née le 26 février 1882 à Stirling et morte le 8 février 1965 à Londres.

## Biographie
Winifred Christie naît le 26 février 1882 à Stirling (Écosse),.
Elle étudie à la Royal Academy of Music de Londres avec Oscar Beringer avant de se perfectionner à l'étranger, auprès d'Harold Bauer, notamment.  Entre 1915 et 1919, elle vit aux États-Unis.
Elle est la deuxième femme du pianiste et compositeur Emánuel Moór, qu'elle épouse en 1923,.
Winifred Christie consacre la majeure partie de sa carrière à promouvoir un nouveau type de piano, invention de son mari, le « Moór Duplex Piano », qui est composé d'un double clavier avec un accouplement entre les deux claviers, même si l'invention ne s'impose pas.
Après la mort de son mari, elle est à l'initiative dans les années 1940, en compagnie de la bibliothécaire musicale Dorothy Lawton, de la création de la Central Music Library, future Westminster Music Library (en),.
Comme compositrice, elle est l'auteure de pièces pour piano, de musique de chambre et de concertos.
Winifred Christie meurt le 8 février 1965 à Londres,.